# Troféu Mambembe 1977
O Troféu Mambembe de 1977 foi a primeira cerimônia de entrega do Prêmio Mambembe ocorrida de 28 de agosto de 1978, organizado pelo Ministério da Cultura do Brasil. Os indicados foram selecionados por um grupo de jurados ao longo de três reuniões organizadas quadrimestralmente ao longo de 1977.
No Rio de Janeiro, compôs o júri Ana Maria Machado, Clóvis Levi, Márcia de Almeida, Lúcia Benedetti e Orlando Miranda, então presidente da comissão. A primeira reunião para seleção de indicados ocorreu em 8 de junho de 1977. A segunda reunião ocorreu em 12 de setembro. Já a terceira reunião aconteceu em 19 de dezembro de 1977.
Em São Paulo, compôs o júri Tatiana Belinky, Ingrid Dormen Koudela, Rofran Fernandes, Carlos Ernesto de Godoy, Clóvis Garcia e também Orlando Miranda.  A primeira reunião para seleção de indicados ocorreu em 1 de julho de 1977. A segunda reunião ocorreu em 12 de setembro. Já a terceira reunião aconteceu em 28 de dezembro de 1977.

## Vencedores e indicados – RJ
A tabela abaixo contempla apenas os finalistas em cada categoria, dispensando os demais indicados nas reuniões quadrimestrais.

### Teatro Adulto
Não há informações. 

### Teatro Infantojuvenil
| Melhor Autor de Peça Nacional | Melhor Direção |
| --- | --- |
| - Benjamin Santos – A Princesa do Mar Sem Fim - Ilo Krugli, Paulo César Brito e Sonia Piccinin – O Mistério das Nove Luas - Grupo Hombu – A Gaiola de Avatsiú - João das Neves – A Lenda do Vale da Lua - Maria Clara Machado – Os Cigarras e os Formigas e Pluft, o Fantasminha | - Ilo Krugli – O Mistério das Nove Luas - Benjamin Santos – A Princesa do Mar Sem Fim - Marcos Caetano Ribas – 33 ou o Jogo do Acaso - Maria de Lourdes Martini – Terra Ronca - Wolf Maya – Os Cigarras e os Formigas |
| Melhor Atriz | Melhor Ator |
| - Vera Setta – Os Cigarras e os Formigas - Ângela Vasconcelos – Lucia Elétrica de Oliveira - Daise Poli – O Sapateiro do Rei, A Princesinha Mimada e O Dragão Malvado - Marieta Severo – Os Saltimbancos                                                                         | - Alby Ramos – Dom Quixote - Grande Otelo – Os Saltimbancos - Lauro Del Corona – Os Cigarras e os Formigas - Pedro Paulo Rangel – Os Saltimbancos |
| Melhor Cenógrafo | Melhor Figurinista |
| - Maurício Sette – Os Saltimbancos - Acácio Gonçalves – Os Cigarras e os Formigas - Ilo Krugli – O Mistério das Nove Luas - Kalma Murtinho – A Princesa do Mar Sem Fim - Sérgio Moraes – Tribobó City                                                                            | - Ilo Krugli – O Mistério das Nove Luas - Acácio Gonçalves – Os Cigarras e os Formigas - Grupo Hombu – A Gaiola de Avatsiú - Kalma Murtinho – A Princesa do Mar Sem Fim - Maurício Sette – Os Saltimbancos |
| Melhor Produtor ou Empresário | Prêmio Especial |
| - Grupo Hombu – A Gaiola de Avatsiú - Grupo Ventoforte – O Mistério das Nove Luas - Manuel Valença – Os Saltimbancos - Os Contadores de Histórias – 33 ou o Jogo do Acaso - Rodrigo Farias Lima – Dom Quixote                                                                    | - Chico Buarque de Holanda – pela adaptação de Os Saltimbancos - Jorge de Carvalho – pela iluminação de Pluft, o Fantasminha, A Máquina de Enigmas e O Mistério das Nove Luas - Luiz Paulo – pela música de Os Cigarras e os Formigas - Marie Louise Nery – pelos adereços de A Princesa do Mar sem Fim - Ubirajara Cabral – pela música de Tribobó City |

## Vencedores e indicados – SP
A tabela abaixo contempla apenas os finalistas em cada categoria, dispensando os demais indicados nas reuniões quadrimestrais.

### Teatro Adulto
Não há informações. 

### Teatro Infantojuvenil
| Melhor Autor de Peça Nacional | Melhor Direção |
| --- | --- |
| - João das Neves – A Lenda do Vale da Lua - Augusto Francisco – Souzalândia - Ronaldo Ciambroni – Cadê o Céu - Sylvia Orthof – Viagem de um Barquinho - Vladimir Capella e J. Geraldo Rocha – A Peça de Seu José                                        | - Yacov Hillel – A Viagem de Pedro, o Afortunado - Mário Massetti – A Lenda do Vale da Lua - Nydia Lícia – Aprendiz de Gente Grande - Roberto Lage – Souzalândia e Clotilde com Brisa, Ventania e Cerração - Silney Siqueira – Os Saltimbancos                                                                           |
| Melhor Atriz | Melhor Ator |
| - Cristina Pereira – Souzalândia - Dulce Muniz – A Lenda do Vale da Lua - Miriam Lins – O Lobinho Careca - Neusa Maria Faro – O Boné Mágico - Vic Militello – A Verdadeira História da Gata Borralheira                                                 | - Cláudio Mamberti – A Lenda do Vale da Lua - Cláudio Luchese – A Lenda do Vale da Lua - Eurico Martins – O Boné Mágico - Giuseppe Oristanio – Lambe-Beiços e seu Criado Cata-Farelos - Waldemar Sillas – O Palhaço Pimpão e a Onça Maluca                                                                               |
| Melhor Cenógrafo | Melhor Figurinista |
| - Equipe do Teatro Orgânico Aldebarã – A Cidade dos Artesãos - Carlos Eduardo de Pádua Moreira – A Lenda do Vale da Lua - J. C. Serroni e Augusto Francisco – Flicts, a Estória de uma Cor - Rodrigo Cid – Aprendiz de Gente Grande e Amigos de Verdade | - F. E. Kockocht – A Viagem de Pedro, o Afortunado - Beth Correa – A Lenda do Vale da Lua - Equipe do Teatro Orgânico Aldebarã – A Cidade dos Artesãos - J. C. Serroni e Augusto Francisco – Flicts, a Estória de uma Cor - Rosendo Martins – A Bruxa Colorida                                                           |
| Melhor Produtor ou Empresário | Prêmio Especial |
| - Nydia Lícia – Aprendiz de Gente Grande - Duma Produções Artísticas – A Lenda do Vale da Lua - Grupo Caracol – Souzalândia - Teatro Orgânico Aldebarã – A Cidade dos Artesãos - Transart Empreendimentos Artísticos – A Viagem de Pedro, o Afortunado  | - Ricardo Bandeira – pelo trabalho de mímica em Carlitos no Circo - Acácio Valim Ribeiro – pela coreografia de A Lenda do Vale da Lua - Ana Maria Amaral – pelos títeres de Fantoches e Fantolixos - Ana Maria Montenegro – pela coreografia de Aprendiz de Gente Grande - Irene Portella – pela música de Pulando Corda |